# Ентони (Њу Мексико)
Ентони (енгл. Anthony) насељено је место без административног статуса у америчкој савезној држави Њу Мексико.

## Демографија
По попису из 2010. године број становника је 9.360, што је 1.456 (18,4%) становника више него 2000. године.
| Група             | 2000.         | 2010.         |
| Белци             | 233 (2,9%)    | 202 (2,2%)    |
| Афроамериканци    | 21 (0,3%)     | 76 (0,8%)     |
| Азијати           | 18 (0,2%)     | 8 (0,1%)      |
| Хиспаноамериканци | 7.623 (96,4%) | 9.120 (97,4%) |
| Укупно            | 7.904         | 9.360         |